# David Moliner
David Moliner Cuenca, (1991) es un compositor y percusionista español de música clásica-contemporánea galardonado por premios como el Premio Roche Young Commissions del Festival de Lucerna (2021) y el Premio Carles Santos Ventura de la música valenciana en la especialidad música contemporánea (2022).

## Biografía
Inició su formación bajo la tutela de compositor Pascal Dusapin en la Conservatorio de Música de Ginebra Ginebra (2016-2017), así como con Jörg Widmann en la Barenboim–Said Akademie de Berlín (2018-2020). También en la Universidad de las Artes de Berlín (2017-2018). 
Sus obras han sido interpretadas por orquestas, conjuntos instrumentales y solistas como el Ensemble InterContemporain, el SWR Vokalensemble Stuttgart, la Orquesta del Festival de Lucerna, la Orquesta de Valencia, la Joven Orquesta Nacional de España, y por solistas  y directores como Jörg Widmann o Fabián Panisello. 
Como percusionista ha sido invitado en 2023 para celebrar el 25 aniversario del Museo Guggenheim Bilbao, así como en la Konzerthaus Berlin, y en el Museo Tinguely de Basilea.
Su estética musical se encubre bajo el  nombre de Dinamismo Expresivo y Metamodernismo, siendo descrito como uno de los exponentes de la nueva generación de artistas españoles nacidos a principios de los 90. Su música se cifra como inaudita, inverosímil, misteriosa, arcana, contemplativa y utópica y ha sido tocada en monográficos musicales, tanto en la sala Pierre Boulez como en el Auditorio y Palacio de Congresos de Castellón. Al igual que Cristóbal Halffter y Mauricio Sotelo sus partituras son publicadas en Viena por la Universal Edition. 

## Obras
- Música a solo(selección):
  - Fantasie um das Klavier (2011)[17]
  - IV Percussion Solos (2016-2020)[18]
  - III Nocturnus (2016)[19]
  - Sinergy I/II (2016-2021)[20]
  - Solo V Sentir Rapaz! (2023)[21]

- Música de cámara(selección):
  - IV Impromptus (2010)[22]
  - Was Koordiniert ist... ist nicht Koordiniert! (Zwei kleine Vögel) (2014)[23]
  - Trio der Klang der Erde" (2015)[24] 
  - Streichquartett I (2016)[25]
  - Streichquartett II (2017)[26]
  - Egloga (Klang des Todes!) (2017)[27]
  - Streichquartett III (2020)[28]

- Música para ensemble (selección):
  - Estructura I (2016)[29]
  - La Grotesquería (2021)[30]
  - Un Magnetar... Magnetische Episoden (2022)[31]

- Música de orquesta sinfónica:
  - Estructura II (2017)[32]
  - Figuratio I Mein Logos! (2018)[33]
  - Estructura III (2020)[34]
  - Alma Grial (2022)[35]
  - Estructura IV (2023)[36]

## Discografía
- 2019:
  - From Xenakis to Moliner,  David Moliner (percusión).
- 2021:
  - Physical Sound (NEOS Music), David Moliner, Fabián Panisello, Plural Ensemble.